# Don Stephen Senanayake
Don Stephen Senanayake (em cingalês:  දොන් ස්ටීවන් සේනානායක; em tâmil:  டி. எஸ். சேனநாயக்கா, 20 de outubro de 1883 – Colombo, 22 de março de 1952) foi um político cingalês. Foi o primeiro primeiro-ministro do Sri Lanka, quando ainda se chamava Ceilão, de setembro de 1947 a 22 de março de 1952, data da sua morte. 
Levou o país à independência do Reino Unido, pelo que é considerado como o Pai da Pátria cingalesa. Faleceu em consequência de uma queda do cavalo que montava. Foi sucedido pelo filho, Dudley Shelton Senanayake.